# Dorte Kjær
Dorte Kjær (Roskilde, 2 de junio de 1964) es una deportista danesa que compitió en bádminton, en las modalidades de dobles y dobles mixto.
Ganó siete medallas en el Campeonato Europeo de Bádminton entre los años 1980 y 1990.

## Palmarés internacional
| Campeonato Europeo | Campeonato Europeo      | Campeonato Europeo | Campeonato Europeo |
| Año                | Lugar                   | Medalla            | Prueba             |
| ------------------ | ----------------------- | ------------------ | ------------------ |
| 1980               | Groninga (Países Bajos) | Medalla de bronce  | Dobles             |
| 1982               | Böblingen (RFA)         | Medalla de bronce  | Dobles             |
| 1984               | Preston (Reino Unido)   | Medalla de bronce  | Dobles             |
| 1986               | Uppsala (Suecia)        | Medalla de plata   | Dobles             |
| 1988               | Kristiansand (Noruega)  | Medalla de oro     | Dobles             |
| 1988               | Kristiansand (Noruega)  | Medalla de bronce  | Dobles mixto       |
| 1990               | Moscú (URSS)            | Medalla de oro     | Dobles             |